# Мадонна з веретеном
«Мадонна з веретеном» (італ. Madonna dei Fusi) — досить відома картина, що, за різними твердженнями, належить, або італійському художнику Леонардо да Вінчі, або ж комусь з його учнів. Відомо, що зберігся ескіз картини руки Леонардо да Вінчі. Існує версія, що художник тільки почав малювати картину, а закінчили її його учні Амброджо де Предіс, Бернардіно де Консті чи Больтраффіо, що досить імовірно. Щодо «оригіналу», що знаходився у палаці-музею герцога Бакклейха (Бакльюджа) — Драмлерінгу, в графстві Дамфріс-енд-Ґаловей, в Шотландії, теж точаться суперечки. Деякі експерти вважають, що оригінал знаходиться в приватній колекції в Нью-Йорку.

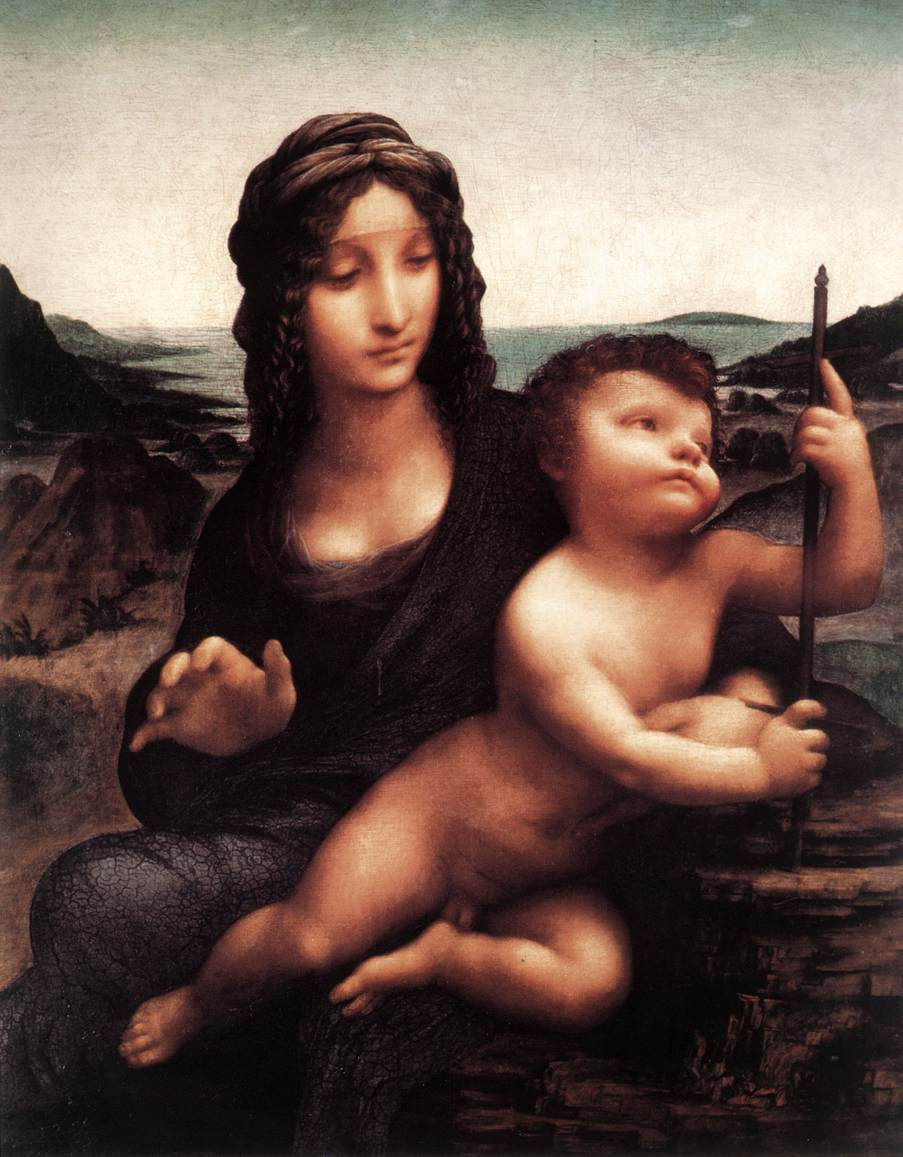
Мадонна з веретеном (замок-музей Драмлерінг)

«Мадонна з веретеном» була спеціально створена для секретаря короля Франції Людовіка ХІІ — Флоріманда Робертета, коли да Вінчі перебував у Мілані. Картину високо оцінили сучасники Леонардо да Вінчі.

## Опис
Діва Марія разом з немовлям Ісусом сидить на фоні горного хребта та річки, на одній з копій зовсім інший фон: скелястий берег і морське плесо. Також є значні відмінності в лицях Богородиці та Ісуса. Картини відрізняються також контрастністю. Веретено тримає в руках Ісус, його увага повністю прикована до нього. Веретено на малюнку дуже подібне до хреста. Мадонна з любов'ю і сумом дивиться на сина. У неї припіднята права рука, так ніби вона хоче його захистити. На «герцогській» копії, що була викрадена здається, що маленький Ісус дивиться на цей символ хреста з сумом, в «нью-йоркській» на обличчі Ісуса можна помітити зацікавленість.

## Символічність
Основний символ картини веретено, що подібне до хреста. Маленький Ісус тримає в руках веретено здається його увага повністю прикута до веретена, він тримається за нього двома руками. Це символізує його прийняття своєї місії, що йому уготована. У Мадонни припіднята права рука, якою вона ніби хоче захистити сина. Її погляд виражає сум і тривогу — вона не хоче приймати синову долю. В міфологічно-символічному значенні веретено символізує долю. Варто пригадати трьох грецьких богинь Мойр, що ткали нитки життя і долі людей, і перерізали їх коли людина мала померти.
В одному з апокрифічних євангелій Діва Марія в домі Йосипа пряла пряжу для завіси в Єрусалимському храмі. В Євангелії від Луки згадується, що в момент смерті Ісуса завіса в храмі розірвалась.

## Викрадення "Мадонни з веретеном" в Шотландії
23 серпня 2003 року, в шотландському окрузі Дамфріс-енд-Галловей, "Мадонну з веретеном" було викрадено із палацу-музею Драмленріг, Drumlanrig Castle, шотландського герцога Бакклью, the Duke of Buccleuch, двома чоловіками, які купили квитки в цей музей. Викрадачі зв'язали музейну наглядачку і винесли картину з музею через вікно. Двох новозеландських туристів, які стали свідками викрадення, злодії запевнили, що вони з поліції і процедура викрадення здійснюється в рамках навчальних тренувань. Біля музею їх чекав білий фольксваген, на якому вони втекли. Злодії не змогли продати шедевр на «чорному» ринку, після чого почали шантажувати герцога на викуп копії за 4,25 мільйона фунтів стерлінгів, погрожуючи заподіяти непоправну шкоду картині. Герцог відразу звернувся до поліції і злодіїв зрештою спіймали 4 жовтня 2007 року, а картину повернули до музею. Картину позичили Національній галереї Шотландії (нині Шотландська національна галерея) в Единбурзі в 2009 році.